# Tutone
Tutone è un marchio storico siciliano di origine palermitana, che identifica il nome di una bevanda spiritosa all'anice ad altissima gradazione alcolica (60 gradi), a base di anice misto aromatizzato con parti di cumino. Nome ufficiale della bevanda è Anice Unico Tutone, dal nome dei fratelli palermitani che realizzarono la prima bottiglia nel 1813.
Per quanto riguarda gli ingredienti, il Tutone viene ottenuto tramite una piccola quantità di spirito di vino con essenza di cumino ed anetolo, mentre il tipo di distillazione è sconosciuto. Questo perché la ditta ne custodisce il segreto da sei generazioni: si tratta di una ricetta di famiglia del 1813, scritta su un fogliettino di carta gelosamente custodito.

## Storia
È uno dei prodotti tipici siciliani. Molto probabilmente si deve agli Arabi l'invenzione dell'acqua e anice (Acqua e zammù in siciliano), in particolare a un arabo-siracusano di nome Sogehas Ben Alì.
La storia del famoso marchio ha inizio nel 1813 a Palermo, a Piazza Fieravecchia, oggi Piazza Rivoluzione. La famiglia Tutone gestiva un chiosco frequentato dall'aristocrazia palermitana, il più importante della città fino al 1892. Un luogo ideale per fermare le carrozze e dissetarsi gustando un bicchiere di acqua e anice, o meglio conosciuto come zammù. Quell'anno venne riformulata la ricetta della bevanda, aggiungendo anetolo, ossia l'olio ricavato dall'anice stellato, reperibile nelle farmacie ed importato direttamente dalla Cina, ancora oggi l'ingrediente principale. Tuttavia, la ricetta non è mai stata rivelata del tutto. La famiglia Tutone custodisce il segreto da sei generazioni e la ricetta originale è trascritta in bella grafia su un quadernetto con copertina nera e fogli a quadretti gelosamente custodito. Il segreto è esteso anche ad altri liquori derivati.
Per rendere noto alla clientela la nuova e gustosa bevanda, questa venne venduta come Anice Unico. L'Anice Tutone vinse la Medaglia d'Oro all'Esposizione di Como del 1909.
Dato il successo riscosso in breve tempo, l'attività del chiosco acquisiva un andamento sempre più imprenditoriale. Nel 1948 venne inaugurata la sede operativa in Via Garibaldi e nel 1979, venne costituita con capitale familiare la S.p.A.

## Consumo
Si può aggiungere, in poche gocce, all'acqua fresca. Viene anche usato come ingrediente principale in alcuni cocktail alla frutta, in certe paste e dolci tipici siciliani; inoltre è usato come correttivo del caffè.